# Tricyphona (Tricyphona) septentrionalis
Tricyphona (Tricyphona) septentrionalis is een tweevleugelige uit de familie Pediciidae. De soort komt voor in het Nearctisch gebied.